# Chelonus longiventris
Chelonus longiventris är en stekelart som först beskrevs av Vladimir Ivanovich Tobias 1964.  Chelonus longiventris ingår i släktet Chelonus och familjen bracksteklar. Inga underarter finns listade i Catalogue of Life.